# Jouets Transformers
 (décembre 2014).
 (avril 2021).
Si vous disposez d'ouvrages ou d'articles de référence ou si vous connaissez des sites web de qualité traitant du thème abordé ici, merci de compléter l'article en donnant les références utiles à sa vérifiabilité et en les liant à la section « Notes et références ».
Les jouets Transformers sont des jeux issus du monde imaginaire Transformers. Ils sont commercialisés sous la marque de l'entreprise Hasbro et Takara Tomy depuis 1984. Plusieurs séries ont été lancées au fil des années, notamment Génération 1 et 2, Beast Wars, Beast Machines, Robots in Disguise, Armada, Energon, Cybertron et la série War for Cybertron Trilogy.

## Liste de jouets

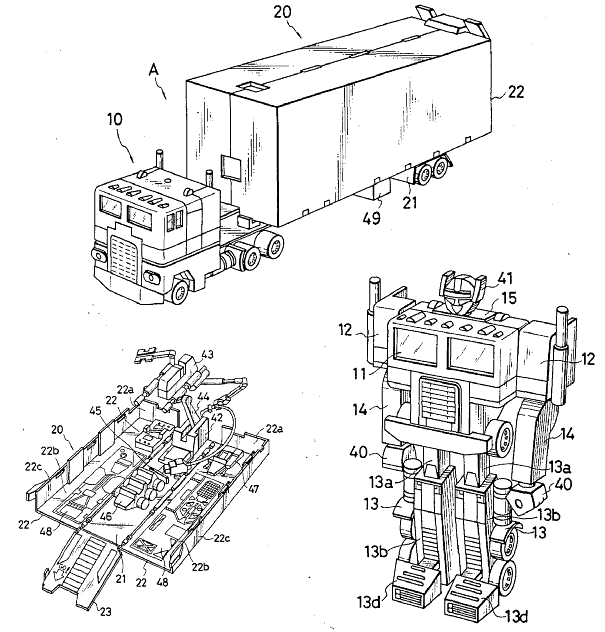
Détail du brevet pour un jouet Optimus Prime déposé en 1984.

### Jouets Transformers: génération 1 (Hasbro,1984-90)
Gamme sortie avec la série Transformers.

### Jouets Transformers: génération 2 (Hasbro,1992-95)
Gamme sortie avec la resortie de la série Transformers.

### Jouets Transformers: Beast Wars (Hasbro,1996-99)
Gamme sortie avec la série Beast Wars: Transformers.

### Jouets Transformers: Beast Machines (Hasbro,2000-01)
Gamme sortie avec la série Beast Machines: Transformers.

### Jouets Transformers: Robots in Disguise (Hasbro,2001-02)
Gamme sortie avec la série Transformers: Robots in Disguise.

### Jouets Transformers: Armada (Hasbro,2002)
Gamme sortie avec la série Transformers Armada.

#### Ligne principale Takara
Chaque jouet est désigné par un code de deux lettres et deux chiffres indiquant la ligne, et l'appartenance d'un transformer.
Exemple : MC01 = Armada Cybertron no 1 et MD12 Armada Destron 12
Minicons (packs de 3)
```
 MX-00 Unicron
 MX-01 Sideways
 MM-01 Street Action
 MM-02 Air Defense
 MM-03 Land Military
 MM-04 Destruction
 MM-05 Race
 MM-06 Street Speed
 MM-11 Air Military
 MM-12 Air Military - Black Version
 MM-13 Space
 MM-14 Space - Repaint Version
 MM-15 Sea
 MM-16 Adventure
 MM-17 Air Assault
 MM-18 Sea Team - Repaint
 MM-19 Adventure Team - Repaint
 MM-20 Emergency
```

Cybertrons / Autobots
```
 MC-01 Optimus Prime
 MC-02 Red Alert
 MC-03 Hot Shot
 MC-04 Smokescreen
 MC-05 Laserbeak
 MC-06 Small Optimus Prime
 MC-07 Scavenger
 MC-08 Blurr
 MC-09 Jetfire
 MC-10 Sideswipe
 MC-11 Hoist
 MC-12 Red Alert Powerlinx
 MC-13 Hot Shot Powerlinx
 MC-14 Overload
```

Destrons / Decepticons
```
 MD-01 Megatron
 MD-02 Starscream
 MD-03 Demolisher
 MD-04 Cyclonus
 MD-05 Thrust
 MD-06 Tidal Wave
 MD-07 Wheeljack
 MD-08 Galvatron
 MD-09 Thundercracker
 MD-10 Demolisher Powerlinx
```

Hors Factions
```
 MX-00 Unicron
 MX-01 Sideways
```

Packs : un transformer + 3 minicons
```
 MS-02 Smokescreen & Race
 MS-03 Demolisher & Land Military
 MS-04 Cyclonus & Destruction
 MS-06 Thrust & Air Military
 MS-08 Wheeljack & Air
```

### Jouets Transformers: Energon (Hasbro,2003-04)
Gamme sortie avec la série Transformer: Super Link.

#### Ligne principale Takara
chaque jouet est désigné par un code de deux lettres et deux chiffres indiquant la ligne, et l'appartenance d'un transformer.
Exemple : SC01 = Superlink Cybertron no 1 et SD12 Superlink Destron 12)
Cybertrons / Autobots
```
 SC-01 Grand Convoy
 SC-02 Hotshot
 SC-03 Inferno
 SC-04 Roadbuster
 SC-05 Skyfire
 SC-06 Blastarm
 SC-07 Airglide
 SC-08 Energonsaber
 SC-09 Cliffjumper
 SC-10 Rodimus Convoy
 SC-11 Red Alert
 SC-12 Signal Flare
 SC-13 SL Convoy
 SC-14 Kicker
 SC-16 Ariel (Arcee)
 SC-17 Wing Saber
 SC-18 Overdrive
 SC-19 Wheeljack
 SC-20 Sprung
 SC-21 Inferno Volt
 SC-22 Omega Supreme
 SC-23 Hotshot Fire
 SC-24 Roadbuster Wild
 SC-25 Skyfire Sonic
 SC-26 Superion Combiner Giftset (Exclusif Japon)
```

Destrons / Decepticons
```
 SD-01 Nightscream
 SD-02 Ironhide
 SD-03 Sandstorm
 SD-04 Shockwave
 SD-05 Megazarak
 SD-06 Command Jaguar
 SD-07 Galvatron
 SD-12 Dinobot
 SD-14 Laserwave
 SD-15 Shockfleet
 SD-16 Chromhorn
 SD-17 Magma Type Dinobot
 SD-18 Chrom Horn - Green
 SD-19 Nightscream Reverse
 SD-20 Galvatron General
 SD-21 Bruticus Combiner Giftset  (Exclusif Japon)
```

Packs de 2 Combiners
```
 SS-01 Hotshot & Inferno
 SS-02 Roadbuster & Skyfire
 SS-03 SL Convoy & Kicker Set
```

### Jouets Transformers: Cybertron (Hasbro,2004-05)
Gamme sortie avec la série Transformers: Galaxy Force.
Ligne principale Takara
chaque jouet est désigné par un code de deux lettres et deux chiffres indiquant la ligne, et l'appartenance d'un transformer
exemple : GC01 = Galaxy Force Cybertron no 1 et GD12 Galaxy Force Destron 12)
Cybertrons / Autobots
```
 GC-01 Galaxy Convoy
 GC-02 Exillion
 GC-03 Vector Prime
 GC-04 Dreadrock
 GC-05 Jackshot
 GC-06 Backpack
 GC-07 Micron Team
 GC-08 Auto Micron
 GC-09 Guardshell
 GC-10 NitroConvoy
 GC-11 First Aid
 GC-12 Skids
 GC-13 Autolander
 GC-14 Fang Wolf
 GC-15 Saidos
 GC-16 Ligerjack
 GC-17 Autovolt
 GC-18 Live Convoy
 GC-19 Exigeyser
 GC-20 Backgild
 GC-21 First Gunner
 GC-22 Sonic Bomber
 GC-23 Megalo Convoy 
```

Destrons / Decepticons
```
 GD-01 Master Megatron
 GD-02 Thundercracker
 GD-03 Starscream
 GD-04 Land Bullet
 GD-05 Gasket
 GD-06 Inch Up
 GD-07 Flame Convoy
 GD-08 Dino Shout
 GD-09 Demolisher
 GD-10 Terrashaver
 GD-11 Chromia
 GD-12 Road Storm
 GD-13 Ramble - Blue
 GD-13 Ramble - Yellow
 GD-13 Ramble - Red
 GD-14 Master Galvatron 
```

Sans Factions
```
 GX-01 Noisemaze 
 GX-02 SoundWave
```

Packs de Deux
```
(revisions de jouets Issus de la ligne Armada)
```

```
 GS-01 Buzz Saw & Blurr
 GS-02 Runabout & Longrack 
```

Hybrid Style
```
Modele haute qualité en métal

  T.H.S.-01 Galaxy Convoy
```